# Katsina United
Katsina United FC este un club de fotbal din Nigeria, fondat în 1994, își are sediul în orașul Katsina. Echipa concurează în Nigeria National League, al doilea eșalon al fotbalului nigerian.